# Fangriemen (Ski)

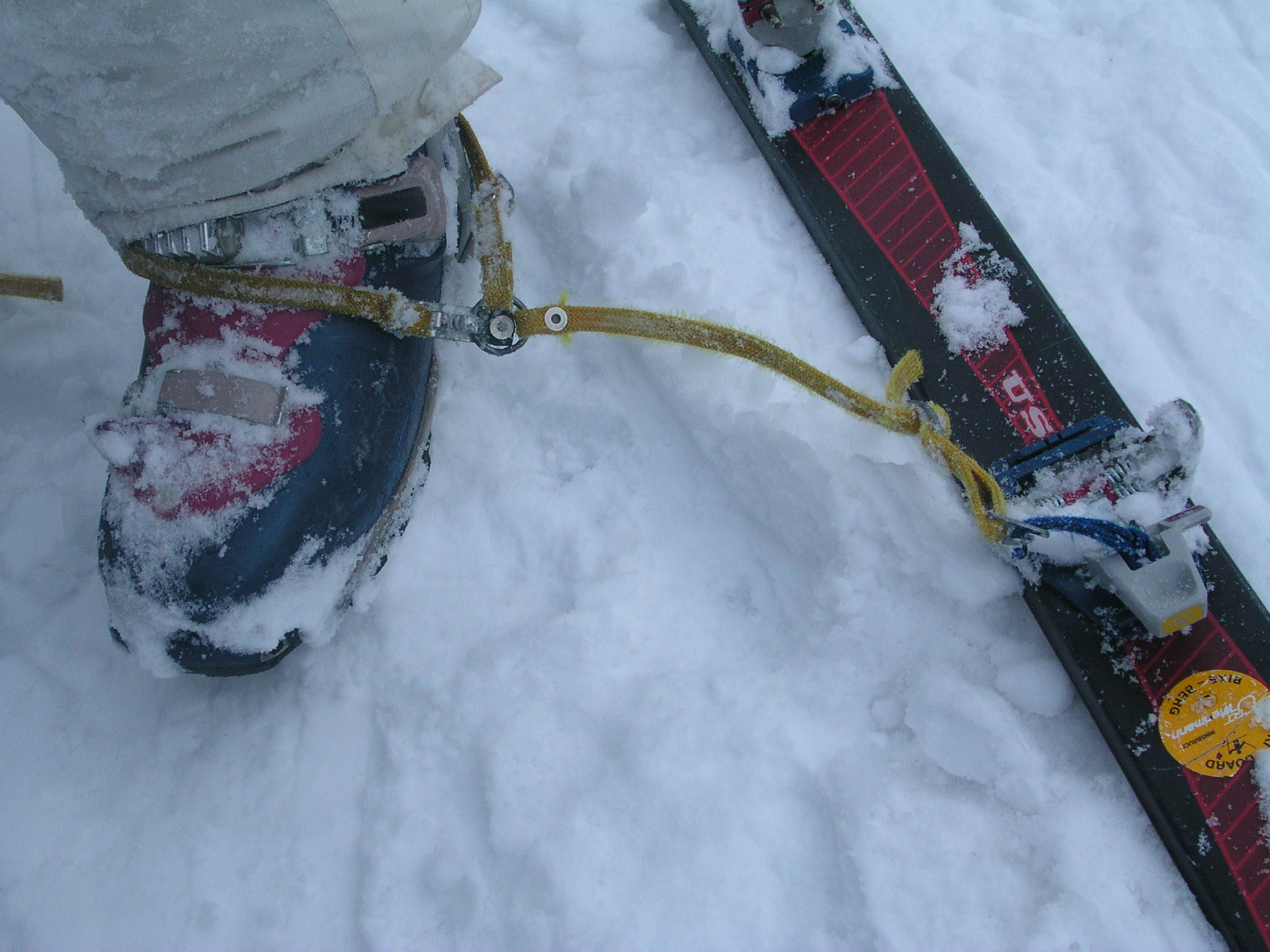
Fangriemen

Fangriemen (auch: Skifänger) sind eine Vorrichtung, die im alpinen Skilauf (besonders Tourenskilauf) verwendet wird und verhindern soll, dass im Falle eines Sturzes der Ski verloren geht.

## Funktion
Mit dem Aufkommen der Sicherheitsbindung, die beim Überschreiten bestimmter Kräfte den Ski vom Schuh trennt, wurde für diese Situation eine Lösung notwendig, da der Verlust eines Skis für den betroffenen Skifahrer eine schwierige oder auch gefährliche Situation bedeuten kann. Darüber hinaus kann ein abgelöster Ski hohe Geschwindigkeiten erreichen und damit auch eine Gefährdung für andere Skifahrer darstellen. 
Fangriemen verbinden die Skibindung mit einer um den Fuß des Skifahrers befestigten Schlaufe, so dass der Ski lose mit dem Skifahrer verbunden ist. Aus Sicherheitsgründen sind moderne Fangriemen so konstruiert, dass sie schnell gelöst werden können.
Eine Alternative zu Fangriemen sind Skistopper. Über die Vor- und Nachteile von Skistoppern und Fangriemen wird seit vielen Jahren z. T. kontrovers diskutiert. Häufig wird geraten, bei der Entscheidung zwischen Skistoppern und Fangriemen die konkrete Situation (Gelände, Schneeverhältnisse etc.) zu berücksichtigen. Viele Skitouristen zählen daher beides zu ihrer Standardausrüstung.
Als weitere Alternative zu Fangriemen, um den Skiverlust bei tiefem Pulverschnee zu vermeiden, gilt die Verwendung von Tiefschneebändern. Dabei handelt es sich um 2–3 Meter lange, grelle Bänder die jeweils am Ski befestigt und locker unter das Hosenbein gestopft werden. Bei einem Sturz mit Skiverlust lässt sich nun der Ski leicht anhand des Bandes finden.

## Kritische Betrachtung von Fangriemen gegenüber Skistoppern

### Vorteile
- Fangriemen funktionieren auch in steilem Gelände bei hartem Schnee, wo Skistopper unzureichend sind.
- Fangriemen verhindern den Skiverlust auch bei tiefem Pulverschnee, wo der Ski ansonsten unauffindbar bleiben kann.
- Fangriemen sind technisch sehr einfach und damit im Notfall auch leicht selbst provisorisch herzustellen.
- Fangriemen entfalten speziell im stark vergletscherten Gelände ihre Wirksamkeit, wo sie aufgrund der Spaltensturzgefahr den Verlust des Skis in der Spalte verhindern können.

### Nachteile
- bei Lawinenverschüttung wirken die befestigten Ski wie ein Anker, sodass in diesem Fall Fangriemen eine tödliche Gefahr darstellen können.
- Fangriemen sind in der Handhabung aufwändiger als die automatisch auslösenden Skistopper, da sie bewusst angelegt werden müssen, was vergessen werden kann und bei häufigem An- und Ablegen der Ski unbequem ist.
- Fangriemen funktionieren nicht, wenn sich der Skifahrer von den Ski entfernt.
- bei Stürzen besteht erhöhte Verletzungsgefahr, da der abgelöste Ski in unmittelbarer Körpernähe verbleibt und je nach Situation den Skifahrer empfindlich treffen kann.
- Nicht jede Bindung bietet überhaupt die Möglichkeit, Fangriemen oder Tiefschneebänder zu befestigen.